# 外国代理人
外国代理人（英語：foreign agents）是指在第三国积极履行外国国家利益的团体或个人，他们通常没有官方外交人员的身份作为保护。外国代理人可能有第三国公民的身份。
很多国家將秘密的外国代理人视为从事特务活动的间谍，而一些国家有正式法律程序使其活动合法。如美国于1938年通过的外国代理人登记法（FARA），其规定的外国代理人身份有宽泛详细的定义。

## 美國
美國國會在1938年通过《外國代理人登記法》，但有些人批評該法可用於針對不受美國政府青睞的國家。2021年，美國律師協會呼籲改革該法，比如把「外國委託人的代理人（agent of a foreign principal）」一詞換成引起較少恥辱和混淆的術語。
1983年，中华人民共和国官方英文报纸《中国日报》被美国列為了外国代理人，其後在2018年中美關係緊張之際，美国司法部要求新华社和中国环球电视网注册为外国代理人。美國在2017年也將俄羅斯RT電視台列入外国代理人名單。印度學者艾倫·希拉瓦斯特瓦（Arun Shivrastva）等人合著的《NGO與顏色革命》指出，美國曾經依據外國代理人登記法解散巴勒斯坦解放組織在美辦公室、清查支持愛爾蘭共和軍的北愛爾蘭援助委員會（Irish Northern Aid Committee；NORAID）。

## 中華人民共和國
作為美國把多間中國大陸媒體列作外国代理人回應，中华人民共和国外交部於2020年3月18日宣布，针对美方将5家中国大陸媒体驻美机构列为「外国使团」，中方对等要求美国之音、《纽约时报》、《华尔街日报》、《华盛顿邮报》、《时代周刊》等5家美国媒体驻华分社向中方申报在中国大陸境内所有工作人员、财务、经营、所拥有不动产信息等书面材料。

## 俄羅斯
根据2012年俄罗斯联邦颁布的俄国外国代理人法，非政府组织如果从事政治活动获得任何外国资金，就必须在所有对外交流中声明自己为外国代理人。俄羅斯於2017年12月將美國之音和自由歐洲電台／自由電台列為外國代理人。俄羅斯司法部發表聲明表示，已正式指定由美國政府贊助的美國之音和自由歐洲電台旗下的七家新聞機構為「外國代理人」。俄羅斯法律規定他們必須加入政府登記冊，定期提交有關其資金的來源、目標、資金支出方式以及管理者身份的報告。他們也有可能受到當局抽查，以確保他們遵守規則，否則有可能將其強行關閉。